# The Devil's Whore
The Devil's Whore est une mini-série britannique en quatre épisodes de 60 minutes, créée par Martine Brant et Peter Flannery, coproduite par Channel 4 et HBO et diffusée entre le 19 novembre 2008 et le 10 décembre 2008 sur Channel 4.

## Synopsis
The Devil's Whore relate sur plusieurs années les évènements de la Première Révolution anglaise qui ont mené à la condamnation à mort du roi Charles Ier d'Angleterre, à l'abolition de la monarchie pour l'instauration du Commonwealth de l'Angleterre. Cette série met en scène un personnage fictif, Angelica Fanshawe, qui croise plusieurs personnages historiques tels que les niveleurs Edward Sexby et Thomas Rainsborough (en), l'homme politique Oliver Cromwell ou encore le libertaire John Lilburne.

## Distribution
- Andrea Riseborough : Angelica Fanshawe
- John Simm : Edward Sexby
- Dominic West : Oliver Cromwell
- Michael Fassbender : Thomas Rainsborough
- Peter Capaldi : Charles Ier d'Angleterre
- Tom Goodman-Hill : John Lilburne
- Maxine Peake : Elizabeth Lilburne (en)
- Tim McInnerny : Joliffe

## Épisodes

### Épisode 1

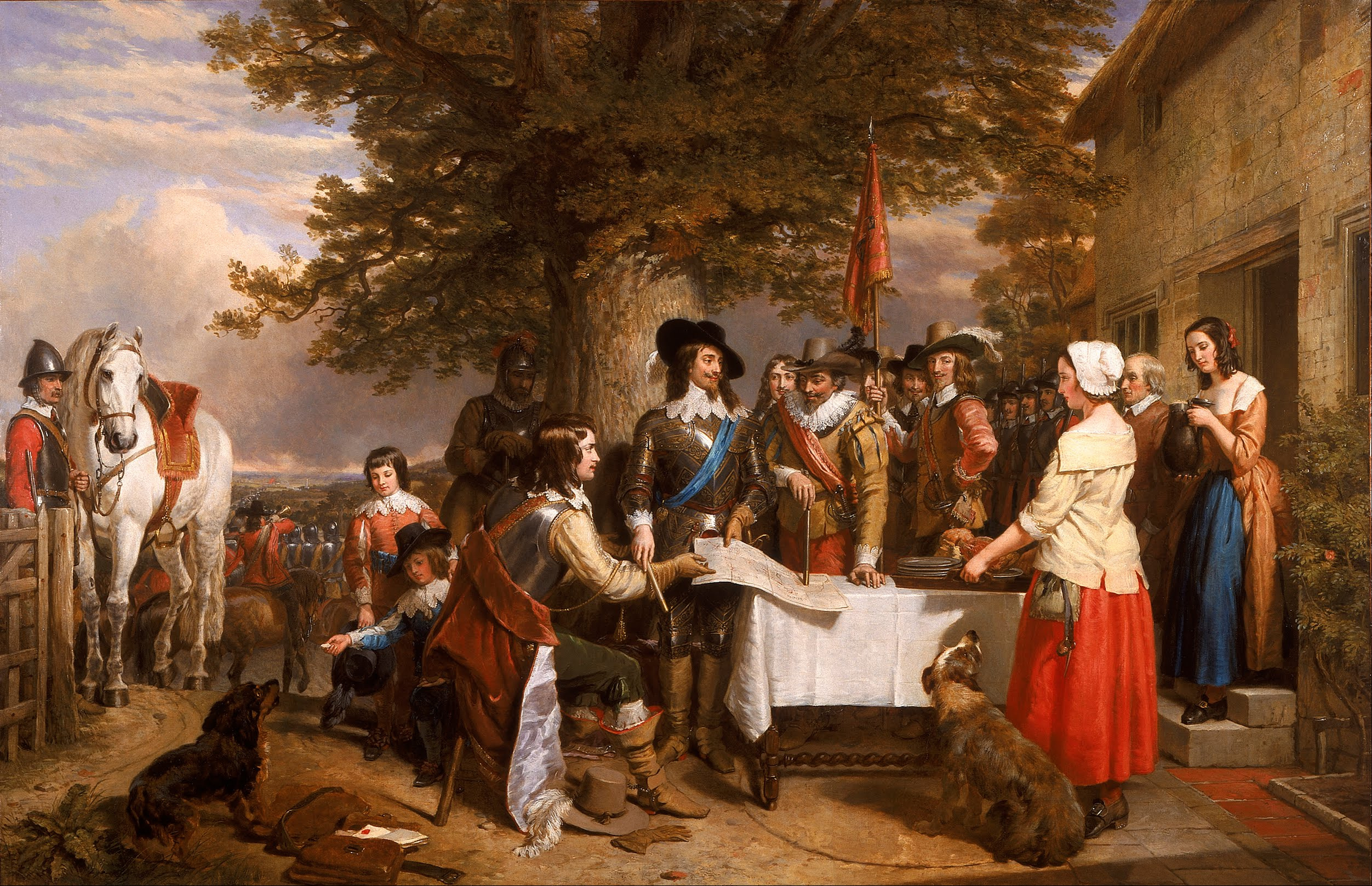
La veille de la bataille de Edgehill

Le premier épisode débute sur l'opposition entre la Chambre des communes qui remet en cause les pouvoirs du roi et qui finit par tourner en véritable guerre opposant les armées du roi et du parlement dans des batailles telles que celles de l'abbaye de Crowland, de Edgehill et de Newbury.
Pour les éléments fictifs de l'histoire, cet épisode relate le mariage de Angelica Fanshawe avec son mari Harry Fanshawe, fidèle sujet du roi. Mais à la suite de la capitulation de Harry face aux troupes du parlement dirigées par Thomas Rainsborough, ce dernier est exécuté sur ordre du souverain, faisant d'Angelica une veuve.

### Épisode 2
À la suite de la mort de son mari, Angelica quitte la cour du roi et se retrouve errante et affamée. Manquant d'être violée, elle tue son agresseur et s'enfuit. Dès lors elle rencontre dans la forêt Edward Sexby, qui a quitté les troupes du parlement à la suite de dissensions sur le régime à mettre en place. Ces dissensions touchent également John Lilburne et dans une moindre mesure Thomas Rainsborough face à Oliver Cromwell.
De retour dans le château de son mari, Angelica tombe amoureuse de Thomas Rainsborough avec qui elle se marie. Joliffe, un parlementaire ami de l'agresseur de Angelica la reconnaît et la capture pour qu'elle soit jugée comme « la putain du diable. ». Mais le chantage de Edward Sexby sur Joliffe fait que ce dernier se rétracte. L'assassinat de Thomas Rainsborough par des royalistes permet à Joliffe de se venger.

### Épisode 3

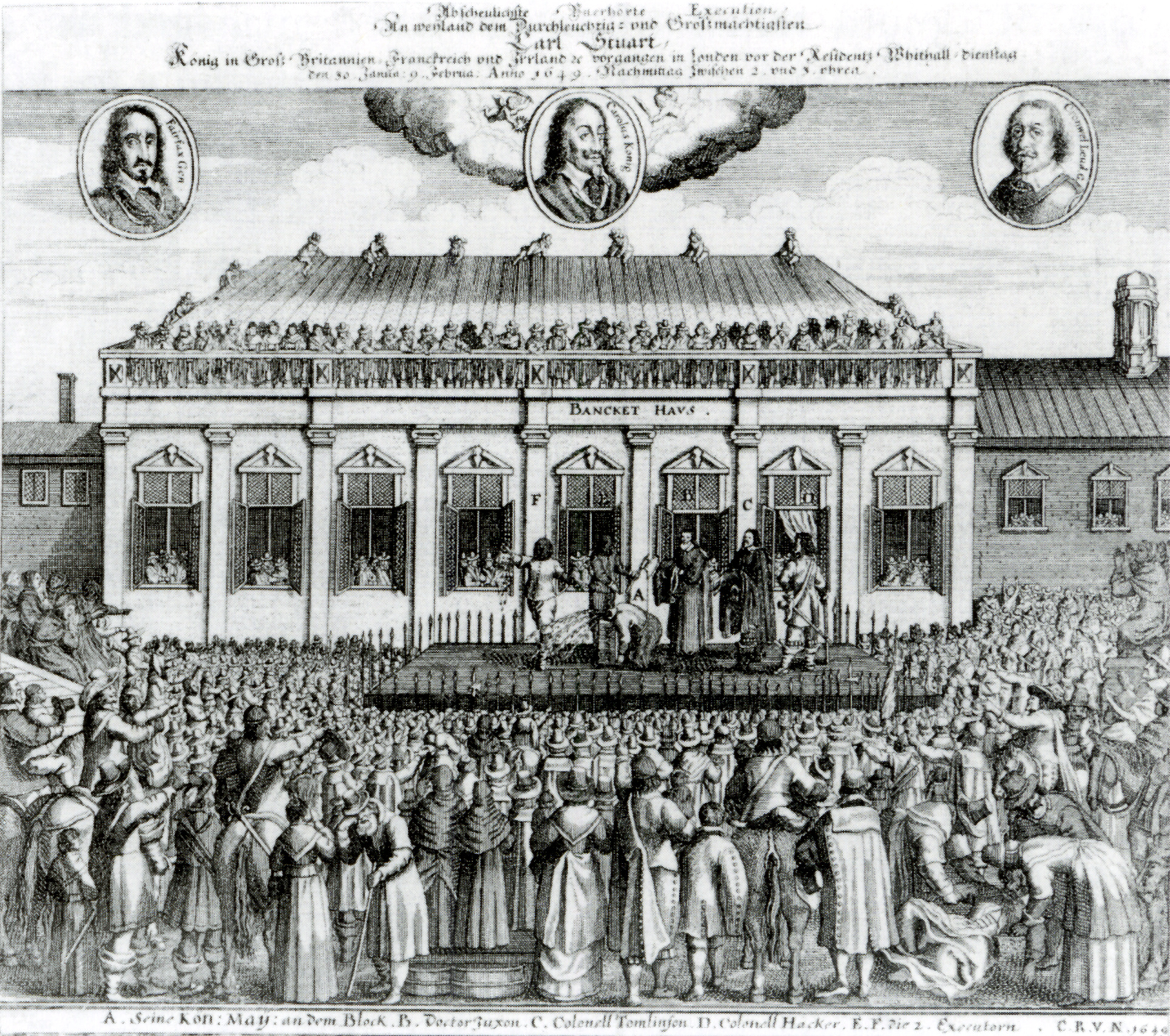
L'exécution du roi Charles Ier d'Angleterre

Les dissensions entre les parlementaires sont de plus en plus grandes. John Lilburne veut l'instauration d'un régime démocratique avec l'élection d'un parlement par le peuple alors que Oliver Cromwell veut simplement le « purger » de certains membres pour pouvoir mettre en accusation le roi. C'est finalement cette solution qui est appliquée, mais cela divise le pays. Mis en accusation, le roi est reconnu coupable et est exécuté. 
De son côté, Angelica est aux prises avec Joliffe qui la fait pendre, mais Edward Sexby la sauve in extremis. Angelica se marie finalement avec Edward Sexby par convenance alors que ce dernier part en guerre en Irlande avec l'armée du parlement pour prendre les terres des papistes. Angelica retourne dans le château Fanshawe auprès de bêcheux, mais ces derniers sont sans cesse attaqués par des propriétaires terriens. Les bêcheux accusent Angelica d'être la cause de leurs malheurs et lui demandent de quitter le château. Elle assiste ensuite à l'acquittement de John Lilburne, accusé de trahison pour ses pamphlets contre le régime succédant à la monarchie.

### Épisode 4

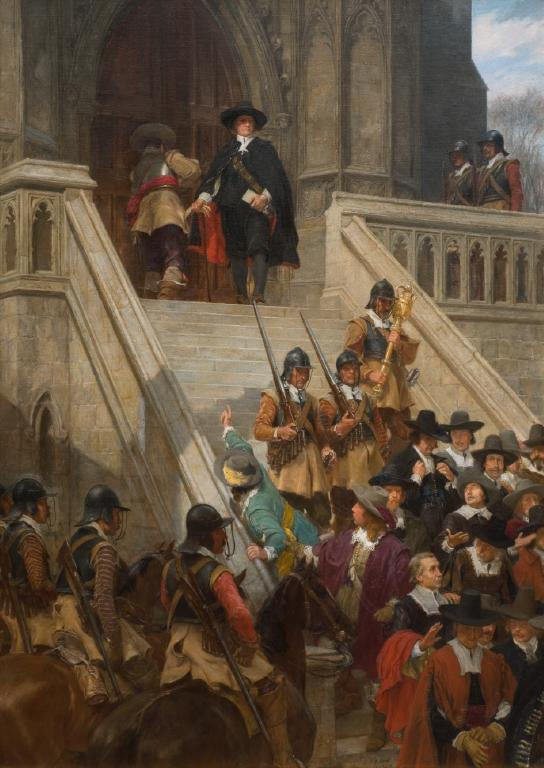
Dissolution du parlement en 1653 par Oliver Cromwell

Angelica Fanshawe fait maintenant partie des ranters qui prônent un panthéisme critiqué par de nombreuses personnes en Angleterre. Joliffe pour sa part œuvre en sous main pour faire accuser Angelica de fornication, mais Edward Sexby intervient à nouveau au dernier moment pour la sortir de ce piège.
John Lilburne est à nouveau arrêté par Oliver Cromwell qui le fait mettre en prison où il meurt (dans la réalité, il meurt en dehors de la prison au côté de sa femme des conséquences d'une fièvre). Oliver Cromwell a de plus en plus de pouvoir et ne supporte plus les longs débats du parlement qui ne font pas avancer les affaires courantes. Il décide de dissoudre le parlement et de diriger sans opposition comme Lord Protecteur. Il considère que ce statut n'est pas suffisant pour apaiser les britanniques et décide de se faire couronner roi (dans la réalité ce n'est pas le cas, bien que son statut le rendait dans la pratique équivalent au roi et qu'il avait fait comme successeur son fils : Richard Cromwell).
Edward Sexby, ne supportant ce retour à la monarchie et le soupçonnant fortement d'être derrière l'assassinat de Thomas Rainsborough (bien qu'il s'en défende) décide de le tuer. Mais il échoue et se suicide peu avant d'être capturé (dans la réalité, il est arrêté est mis en prison dans la tour de Londres où il devient fou et y meurt).
La série se termine avec Angelica Fanshawe qui attend Edward Sexby sur la plage, mais lorsque les cloches sonnent pour annoncer le couronnement d'Oliver Cromwell, elle sait que son mari est mort et retourne dans son château, enceinte d'Edward Sexby.

## Commentaires

### Production
Écrite par Martine Brant et Peter Flannery qui travaillaient dessus depuis plus de dix ans, la série est filmée en Afrique du Sud pour un budget de 7 millions de livres sterling. Le fait que la série a été filmée en Afrique du Sud a été critiqué par certains journalistes, mais Peter Flannery bien que « horrifié » au départ, a déclaré plus tard que c'était un lieu exempte de toute modernité et que l'on ne trouvait plus de tels endroits en Angleterre.

### Critiques
The Devil's Whore est plutôt bien accueillie par les critiques, bien que certains regrettent l'absence de personnages historiques d'envergure tels que John Pym ou Thomas Fairfax, ainsi que des évènements marquant tels que la purge de Pride et les guerres des évêques.
À l'issue des Broadcasting Press Guild Television and Radio Awards de 2009, la série remporte le prix de la meilleure série dramatique (Best Drama Series) et Andrea Riseborough celui de la meilleure actrice (Best Actress) pour son interprétation dans Devil's Whore mais également dans Margaret Thatcher: The Long Walk to Finchley.